# Sant Esteve de Betren
Sant Esteve de Betren (en aranès Sant Estèue de Betren) és una església del poble de Betren al municipi de Vielha e Mijaran (Vall d'Aran) inclosa a l'Inventari del Patrimoni Arquitectònic de Catalunya.

## Descripció

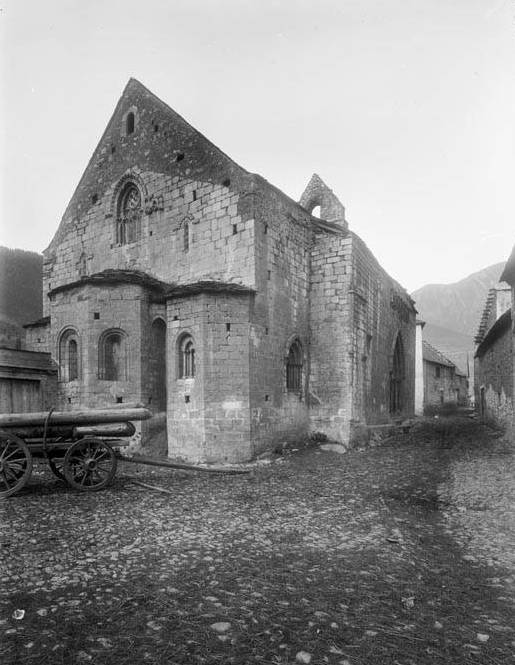
Absis de Sant Esteve el 1907

És una església d'una sola nau amb volta apuntada i amb tres absis poligonals, amb arcs triomfals apuntats, molt més alt el central. En el lateral Nord s'obre la portada. A la part superior del mur meridional hi ha un finestral gòtic geminat, de doble derrama i columnetes laterals. En el mur de ponent s'obre també una finestra gòtica, tripartida, de dobla esqueixada, amb tres columnetes a cada cantó, amb petit rosetó calat. L’absis central és il·luminat per tres petites finestres de doble esqueixada i les absidioles per una. El parament de l'església és de bloc de pedra ben escairat, excepte la part superior, sota la coberta, ja que en aquest segle s'aixecaren per construir una doble coberta de fusta.
Pica beneitera de marbre blanc, d'un metre d'alçada i 32 cm de diàmetre, decorada amb temes vegetals. El vas fa 20 cm d'alçada i és renaixentista. Es recolza sobre una esvelta columna de 63 cm d'alçada i sobre una base romànica molt grossa, de 20 cm d'alçada, decorada amb figures humanes molt tosques en alt relleu.

## Història
La primitiva construcció del segle xii fou una petita capella; a finals del segle següent i inicis del XIV s'enrunà per poder ampliar-la, adquirint la seva forma actual.